# مطار روتوما
مطار روتوما (بالانجليزية : Rotuma Airport) (إياتا: RTA، إيكاو: NFNR) هو مطار يخدم جزيرة روتوما في فيجي. وهو يقع بالقرب من موتوسا (بالانجليزية : Motusa)، وهي قرية في منطقة المالحة. يُشغل من قبل شركة مطارات فيجي المحدودة. أُغلق مدرج مطار روتوما في عام 2018، وذلك لتحديث المطار وإعادة تهيئته للسماح برحلات جوية على طائرة إيه تي آر 72-600 أكبر تشغلها شركة فيجي لينك لتحل محل طائرة دي هافيلاند توين أوتر الأصغر في خدمتها إلى مطار نادي الدولي.

## مرافق
يقع المطار على ارتفاع 22 قدم (7 م) فوق مستوى سطح البحر. له مدرج واحد بطول 1,494 متر (4,902 قدم).

## شركات الطيران والوجهات
| شركـات طيـران | الوجهات     |
| ------------- | ----------- |
| فيجي لينك     | نادي        |
| طيران الشمال  | نادي ، سوفا |

## روابط خارجية
- "Improving Air/Sea communications to Rotuma". Press Release. Government of Fiji. 21 نوفمبر 2006. مؤرشف من الأصل في 2007-09-27.
- تاريخ الحوادث لـ (RTA / NFNR) على شبكة سلامة الطيران.